# Christine Cicot
Christine Cicot (Libourne, 10 de septiembre de 1964) es una deportista francesa que compitió en judo.
Participó en los Juegos Olímpicos de Atlanta 1996, obteniendo una medalla de bronce en la categoría de +72 kg. Ganó una medalla de oro en el Campeonato Mundial de Judo de 1997 y siete medallas en el Campeonato Europeo de Judo entre los años 1984 y 2000.

## Palmarés internacional
| Juegos Olímpicos   | Juegos Olímpicos         | Juegos Olímpicos  | Juegos Olímpicos |
| Año                | Lugar                    | Medalla           | Categoría        |
| ------------------ | ------------------------ | ----------------- | ---------------- |
| 1996               | Atlanta (Estados Unidos) | Medalla de bronce | +72 kg           |
| Campeonato Mundial |                          |                   |                  |
| Año                | Lugar                    | Medalla           | Categoría        |
| 1997               | París (Francia)          | Medalla de oro    | +72 kg           |
| Campeonato Europeo |                          |                   |                  |
| Año                | Lugar                    | Medalla           | Categoría        |
| 1984               | Pirmasens (RFA)          | Medalla de plata  | –72 kg           |
| 1986               | Londres (Reino Unido)    | Medalla de bronce | Abierta          |
| 1990               | Fráncfort (RFA)          | Medalla de oro    | +72 kg           |
| 1994               | Gdańsk (Polonia)         | Medalla de plata  | Abierta          |
| 1995               | Birmingham (Reino Unido) | Medalla de plata  | +72 kg           |
| 1998               | Oviedo (España)          | Medalla de bronce | +78 kg           |
| 2000               | Breslavia (Polonia)      | Medalla de bronce | +78 kg           |